# Десять тысяч святых
«Десять тысяч святых» (англ. Ten Thousand Saints) — американский драматический фильм режиссёров Шари Спрингера Бермана и Роберта Пульчини. Он основан на одноимённом романе Элеоноры Хендерсон.
Мировая премьера фильма состоялась 23 января 2015 года на кинофестивале Сандэнс. 17 июня фильм был показан на международном кинофестиваль в Провинстауне.
Позже был выпущен ограниченным тиражом и на видео по запросу 14 августа 2015 года.

## Сюжет
Шестнадцатилетний Джуд Кэффи-Хорн живёт в Вермонте со своей приемной матерью Гарриет и сводной сестрой Прюденс. В декабре 1987 года Джуд и его лучший друг Тедди проводят время употребляя наркотики и мечтают переехать в Нью-Йорк, чтобы сбежать из своего маленького родного города. Отец Джуда, Лес, живёт в Нью-Йорке, где он выращивает и продает марихуану. У его подруги Дианы есть дочь Элиза, которая едет в Вермонт на Новый год. Там у неё начинаются отношения с Тедди, от которого она вскоре беременеет, а сам Тедди умирает от передозировки наркотиков. Джуд и Лес пытаются помочь ей повзрослеть и справиться с проблемами.

## В ролях
| Актёр              | Роль                |
| ------------------ | ------------------- |
| Эйса Баттерфилд    | Джуд Кэффи-Хорн     |
| Эван Джогиа        | Тедди Макниколас    |
| Хейли Стейнфилд    | Элиза Урбански      |
| Итан Хоук          | Лес Кэффи           |
| Эмиль Хирш         | Джонни              |
| Джулианна Николсон | Гарриет Хорн        |
| Эмили Мортимер     | Диана (Ди) Урбански |
| Надя Александр     | Прюденс Кэффи-Хорн  |

## Критика
Фильм получил смешанные отзывы кинокритиков. На сайте Rotten Tomatoes фильм имеет рейтинг 57 % на основе 35 рецензий со средним баллом 6,19 из 10. На сайте Metacritic фильм имеет оценку 62 из 100 на основе 12 рецензий критиков, что соответствует статусу «в целом положительные отзывы».